# Irgendwie, irgendwo, irgendwann
Irgendwie, Irgendwo, Irgendwann ist ein NDW-Lied der deutschen Band Nena, das erstmals 1984 als Single veröffentlicht wurde und auch in der englischsprachigen Version Anyplace, Anywhere, Anytime erfolgreich war.

## Produktion
Die deutsche und die englische Version des Liedes wurden von den Bandmitgliedern Uwe Fahrenkrog-Petersen und Carlo Karges geschrieben bzw. von Lisa Dal Bello übersetzt. Ursprünglich wurde es 1984 als Single veröffentlicht und erschien 1985 auf dem Album Feuer und Flamme. Ebenfalls 1984 wurde eine siebenminütige Remixversion herausgebracht. Diese ersetzt auf einigen Kompilationen und Wiederveröffentlichungen von Feuer und Flamme auf Musikstreamingdiensten das Original.
Die englische Version mit dem Titel Anyplace, Anywhere, Anytime wurde 1985 auf dem Album It’s All in the Game veröffentlicht.

## Musikvideo
Es existiert ein offizielles Musikvideo für die deutsche Version des Liedes.
Zu Beginn des Musikvideos öffnet sich ein Garagentor. Sängerin Nena tritt aus einer Nebelwand und bahnt sich einen Weg durch dichte Spinnweben zu einem Automobil. In der nächsten Szene lassen sich nur die Umrisse einer Menschengruppe erkennen, die sich fingerschnippend auf die Kamera zubewegt. In ihrer Mitte fährt ein Fahrzeug, das später noch eine Rolle spielt. Die Szene wechselt erneut zu Nena, die nun mit einer Fackel in der Hand andächtig eine ägyptische Pyramide erkundet. Sie geht an Pharaonen-Statuen vorbei, von denen sie eine (dargestellt durch Keyboarder Uwe Fahrenkrog-Petersen) berührt, woraufhin diese zum Leben erwacht. Mit einem Wechsel zurück in die Anfangsszene erscheinen dort plötzlich unvermittelt Soldaten. Einer von ihnen (dargestellt durch Gitarrist Carlo Karges) wirft Waffe und Helm weg und setzt sich hinter das Steuer des Automobils, in dem Nena anscheinend eingeschlossen war. Zwischendurch ist die Band bei einem Live-Auftritt auf einem Konzert spielend zu sehen. Als Nächstes wird bei der Szene mit der fingerschnippenden Menschengruppe und dem Fahrzeug fortgefahren. Eine abgekämpfte Person (dargestellt durch Bassist Jürgen Dehmel) flüchtet vor diesem echsenartigen Fahrzeug, um sich bei einer Mauerecke in Sicherheit zu bringen – wohin ihm Nena unbemerkt folgt. In der darauffolgenden Szene schreitet Nena mit einem Bō-Stab eine durch Paravents vorgegebene Strecke ab und wähnt sich dabei in der Gefahr, von einem Ninja attackiert zu werden. In einem unachtsamen Moment bricht unter ihr der Boden ein und sie droht in eine Fallgrube zu stürzen. Sie wird von einem weiteren Stabkämpfer (dargestellt durch Schlagzeuger Rolf Brendel, Nenas damaliger Lebensgefährte) gerettet. Danach wird das restliche Musikvideo über der Konzertauftritt und ein paar Rückblenden gezeigt.
Das Musikvideo wurde in einem Filmstudio in London gedreht. Die Regie führte Nick Morris.

## Remake mit Kim Wilde
2002 nahm Nena den Titel für das Album 20 Jahre – Nena feat. Nena auf. In der neuen Version des Liedes wurde englischer und deutscher Text kombiniert. Der Song wurde zusammen mit der britischen Sängerin Kim Wilde eingespielt und unter dem Titel Anyplace, Anywhere, Anytime veröffentlicht. Das dazugehörige Video wurde in der London Guildhall und in und um Change Alley in London gedreht. Es war ein Hit auf dem gesamten europäischen Kontinent, wurde aber nicht in Großbritannien veröffentlicht. Nena und Kim Wilde traten 2003 mehrmals zusammen auf, um die Single in verschiedenen Fernsehsendungen zu promoten. Sie führten das Lied während Nenas Konzert im Oktober 2002 in Frankfurt am Main und im Dezember 2014 bei einem gemeinsamen Konzert in den Niederlanden auf.

## Rezeption und Chartplatzierungen
Allmusic beschreibt das Lied als „towering all-time Nena classic“ („herausragender Nena-Klassiker“). Die Single erreichte 1984 Platz drei in den deutschen Charts. Die Neuauflage platzierte sich darüber hinaus zwei Wochen an der Chartspitze der deutschen Airplaycharts. In Österreich wurde Anyplace, Anywhere, Anytime zum zweiten Nummer-eins-Hit nach 99 Luftballons.
| ChartsChartplatzierungen | Höchstplatzierung | Wochen |
| ------------------------ | ----------------- | ------ |
| Deutschland (GfK)        | 3 (19 Wo.)        | 19     |
| Österreich (Ö3)          | 7 (12 Wo.)        | 12     |
| Schweiz (IFPI)           | 2 (12 Wo.)        | 12     |

| ChartsChartplatzierungen | Höchstplatzierung | Wochen |
| ------------------------ | ----------------- | ------ |
| Deutschland (GfK)        | 3 (15 Wo.)        | 15     |
| Österreich (Ö3)          | 1 (19 Wo.)        | 19     |
| Schweiz (IFPI)           | 9 (21 Wo.)        | 21     |

## Coverversionen

### Jan Delay & Denyo
1999 coverte Jan Delay mit Denyo von den Absoluten Beginnern das Stück für den Sampler Das gibts nur einmal der Fernsehreihe Pop 2000 von ARD und Viva. Anders als das Original enthält diese Version auch eine Rap-Strophe. Die Single erreichte Top-10-Platzierungen in Deutschland, Österreich und der Schweiz. In Deutschland erhielt die Single eine Platin-Schallplatte für über 500.000 verkaufte Einheiten. Damit ist Irgendwie, irgendwo, irgendwann nicht nur der verkaufsstärkste Tonträger in der Solokarriere beider Musiker, sondern zählt generell zu den meistverkauften Rapsongs in Deutschland. In Österreich erhielt die Single eine Goldene Schallplatte für mehr als 25.000 verkaufte Einheiten, was sie ebenfalls zum größten Verkaufserfolg der beiden macht.

### Weitere Coverversionen
- 1992: Herbert Grönemeyer
- 2000: Max Raabe
- 2000: Die Schlümpfe (Sag mir wie, sag mir wo, sag mir wann)
- 2001: DJs@Work (Someday)
- 2003: Otto Waalkes (Hänsel und Gretel)
- 2003: Guildo Horn
- 2005: Insania
- 2008: Adoro – Symphonity
- 2020: Claudia Koreck (als Filmmusik für die Folge Aus Mut gemacht von Der Bergdoktor)
- 2021: Giovanni Zarrella feat. Pietro Lombardi – Ci sarai (Irgendwie)
- 2021: Phil the Beat & Ilira – Anytime

### Parodien
Im März 2016 wurde Recep Tayyip Erdoğan im Rahmen der Satire-Fernsehsendung Extra 3 in dem Lied Erdowie, Erdowo, Erdogan parodiert. Die Ausstrahlung des Liedes war Anlass für die zweimalige Einbestellung des deutschen Botschafters in der Türkei, Martin Erdmann, die in den Medien als Eingriff in die Pressefreiheit bewertet wurde. Die weiterhin seitens der Türkei geforderte Konsequenz, die Sendung abzusetzen, wurde ebenso ignoriert wie die Forderung nach einer Löschung des Liedes. Dieser Konflikt wiederum löste einen Streisand-Effekt aus, der dazu führte, dass das Video Millionen von Aufrufen erhielt und in mehreren Sprachen untertitelt wurde und so zur Böhmermann-Affäre beitrug.

## Verwendung in anderen Medien
- In der Fernsehserie Dark spielt der Song in seiner deutschen Originalversion wiederholt eine Rolle.[25]
- Der Film Irgendwie, irgendwo, irgendwann des Medienpädagogik Zentrums Hamburg über die Situation der Hafenstraße 1987/88 benutzt zu Beginn Fragmente des Songs.[26]
- Im deutschen Spielfilm Richy Guitar von 1984/85 hat Nena einen Gastauftritt: Bei einem Auftritt im Berliner Metropol spielt die Band ihren seinerzeit aktuellen Hit Irgendwie, irgendwo, irgendwann.[27][28]